# منطقه حفاظت‌شده کارتساخی
منطقه حفاظت‌شده کارتساخی (به لاتین: Kartsakhi Managed Reserve) یک منطقه حفاظت‌شده در گرجستان است که در کارتساخی واقع شده‌است.